# Noviny pod Ralskem
Noviny pod Ralskem é uma comuna checa localizada na região de Liberec, distrito de Česká Lípa‎.